# Leo Belgicus

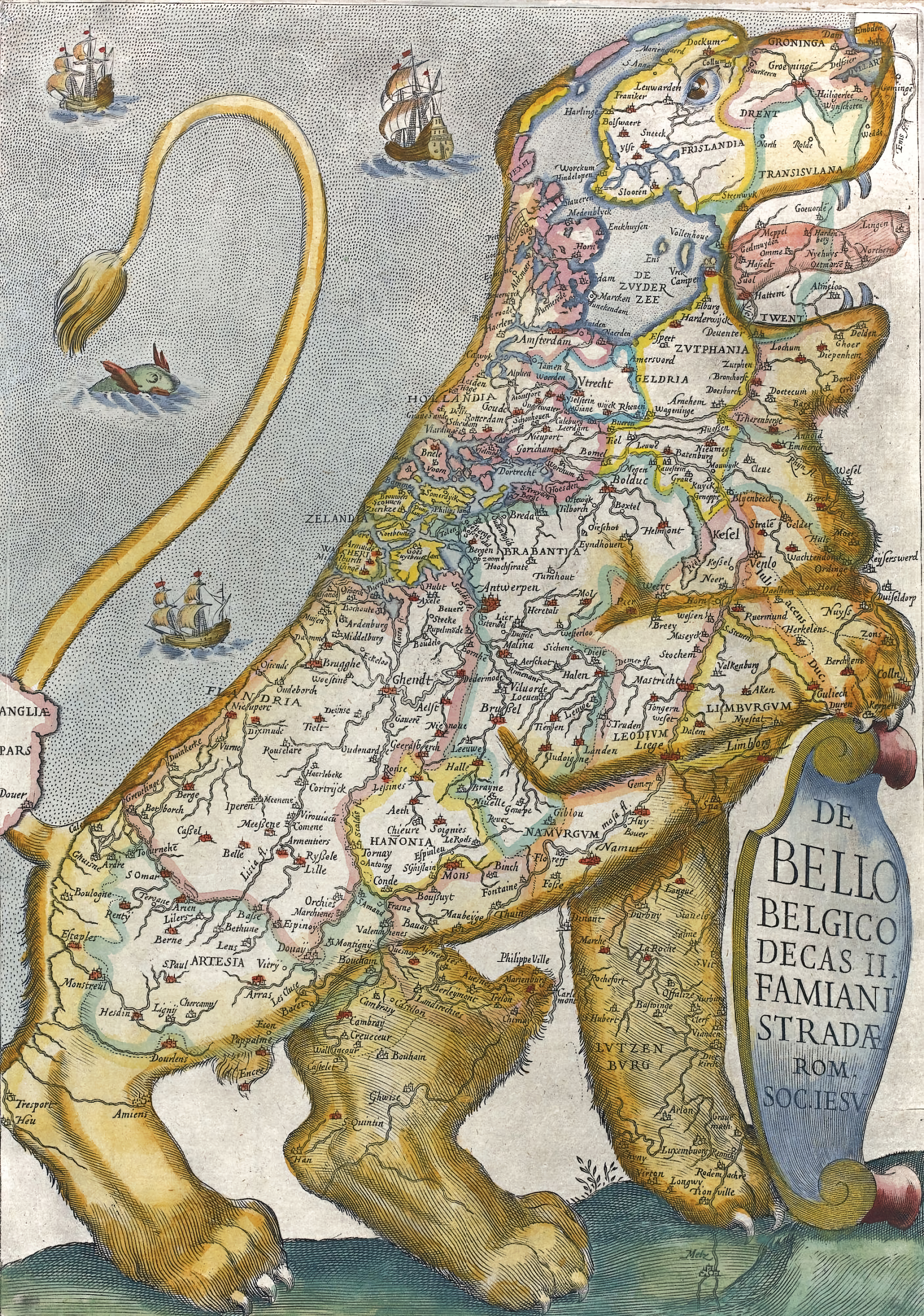
Leo Belgicus, ilustración de De Bello Belgico de Famiano Strada, 1647.

El Leo Belgicus (en latín: León belga) fue usado en heráldica y cartografía para simbolizar a la región histórica de los Países Bajos, que no solo abarca al actual país homónimo sino también a Bélgica y a Luxemburgo con la silueta de un león.

## Terminología
El nombre proviene de Belgae (y por lo tanto incluye a Bélgica) el cual se identifica principalmente con el país actual de Bélgica; si bien antes de la división de los Países Bajos en los sectores sur y norte durante el siglo XVI, era el nombre comúnmente utilizado para referirse a todo el territorio de los Países Bajos, y era la traducción latina utilizada para el actual reino de los Países Bajos (que por esa época abarcaba el territorio actual del reino de los Países Bajos, Luxemburgo, Bélgica y un pequeño sector del norte de Francia). Algunos mapas posteriores de las Provincias Unidas, consistían de los Países Bajos del norte, y por lo tanto no tenían ninguna intersección con la actual Bélgica, también presentan el título Belgium Foederatum. La colonia provincial del siglo XVII que estaba ubicada en la costa este de Estados Unidos, la cual fue gobernada y colonizada en forma exclusiva por las Provincias Unidas la cual no comparte ningún territorio con la actual Bélgica, fue denominada en neerlandés  Nieuw-Nederland pero en Latín se la llamaba  Nova Belgica o Novum Belgium.

## Historia

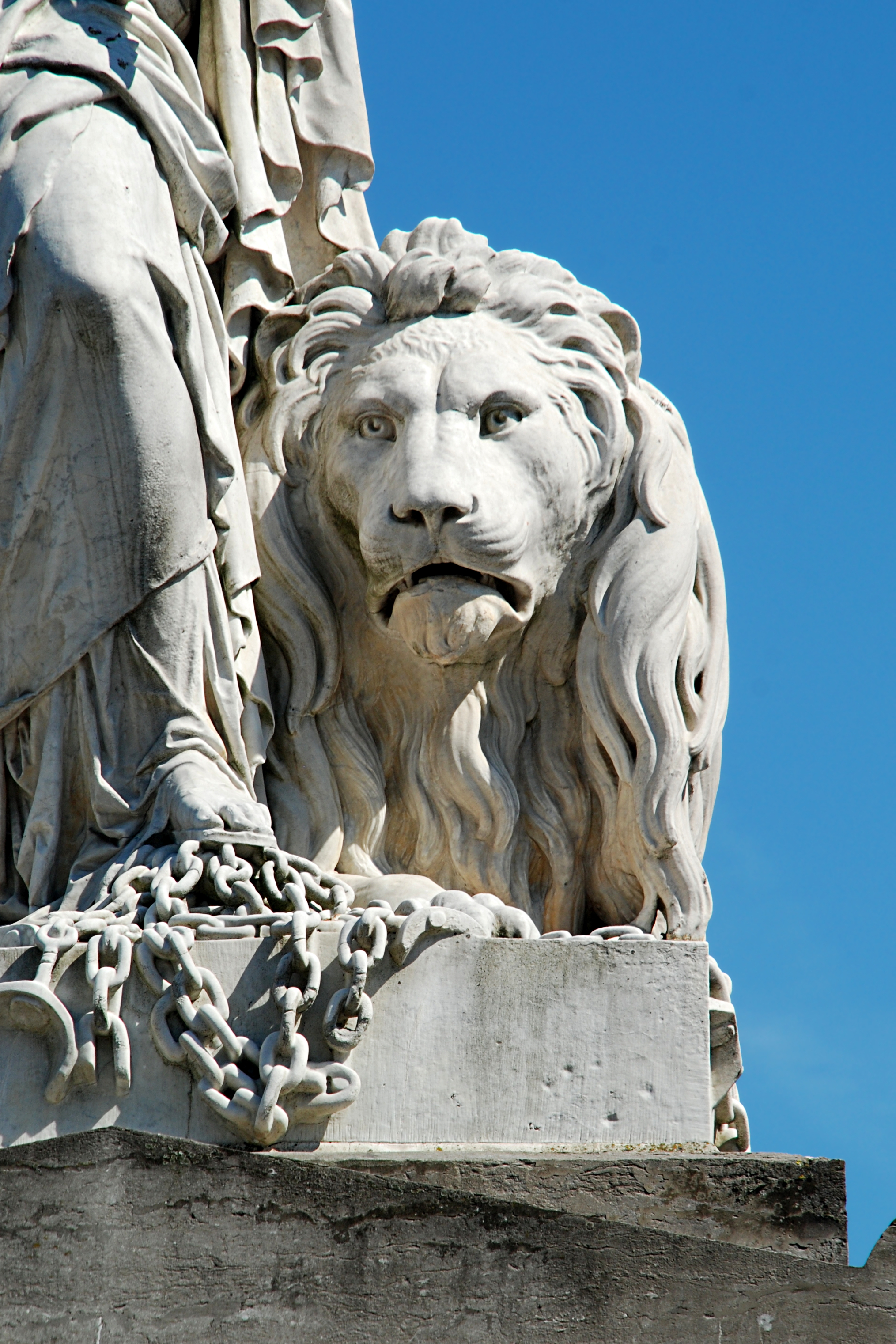
Leo Belgicus en un monumento en conmemoración a los mártires de la revolución de 1830.

El primer Leo Belgicus fue dibujado por el cartógrafo austríaco Michaël Eytzinger en 1583, cuando los Países Bajos combatían en la guerra de los ochenta años por su independencia. El motivo fue inspirado en la figura heráldica del león, presente en muchos escudos de armas de los Países Bajos como Brabante, Flandes, Frisia, Güeldres, Hainaut, Holanda, Limburgo, Luxemburgo, Namur y Zelanda, como también en el de Guillermo de Orange.
El mapa de Eytzinger fue el primero de muchos. Hay tres diseños diferentes. El más común es aquel en que la cabeza de león está colocada al noreste del país y la cola en el suroeste. La versión más famosa es la de Claes Janszoon Visscher que fue publicada en 1609 con motivo de la Tregua de los doce años. Un diseño menos común fue en el cual el león se encuentra al revés, como se muestra en el Leo Belgicus de Jodocus Hondius.
La tercera versión fue publicada en las fases finales de la guerra y después que la independencia de la Provincias Unidas fuera confirmada tras la Paz de Westfalia en 1648. Se le llamó Leo Hollandicus, el león holandés, y mostraba solo la provincia de Holanda. Una de las primeras versiones fue publicada por Visscher en torno al año 1625.

## Galería

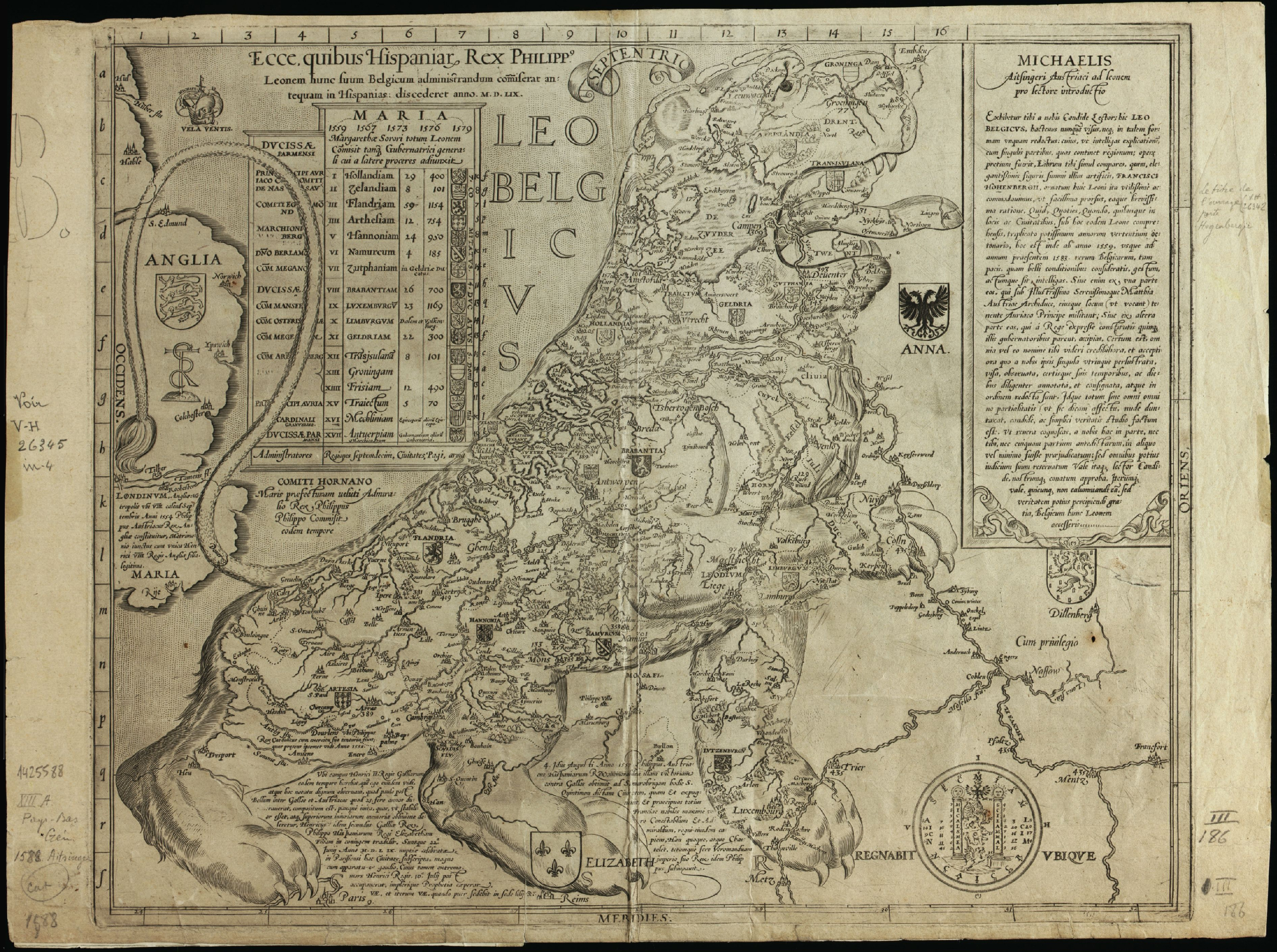
Leo Belgicus de Aitsinger/Hogenberg, 1583
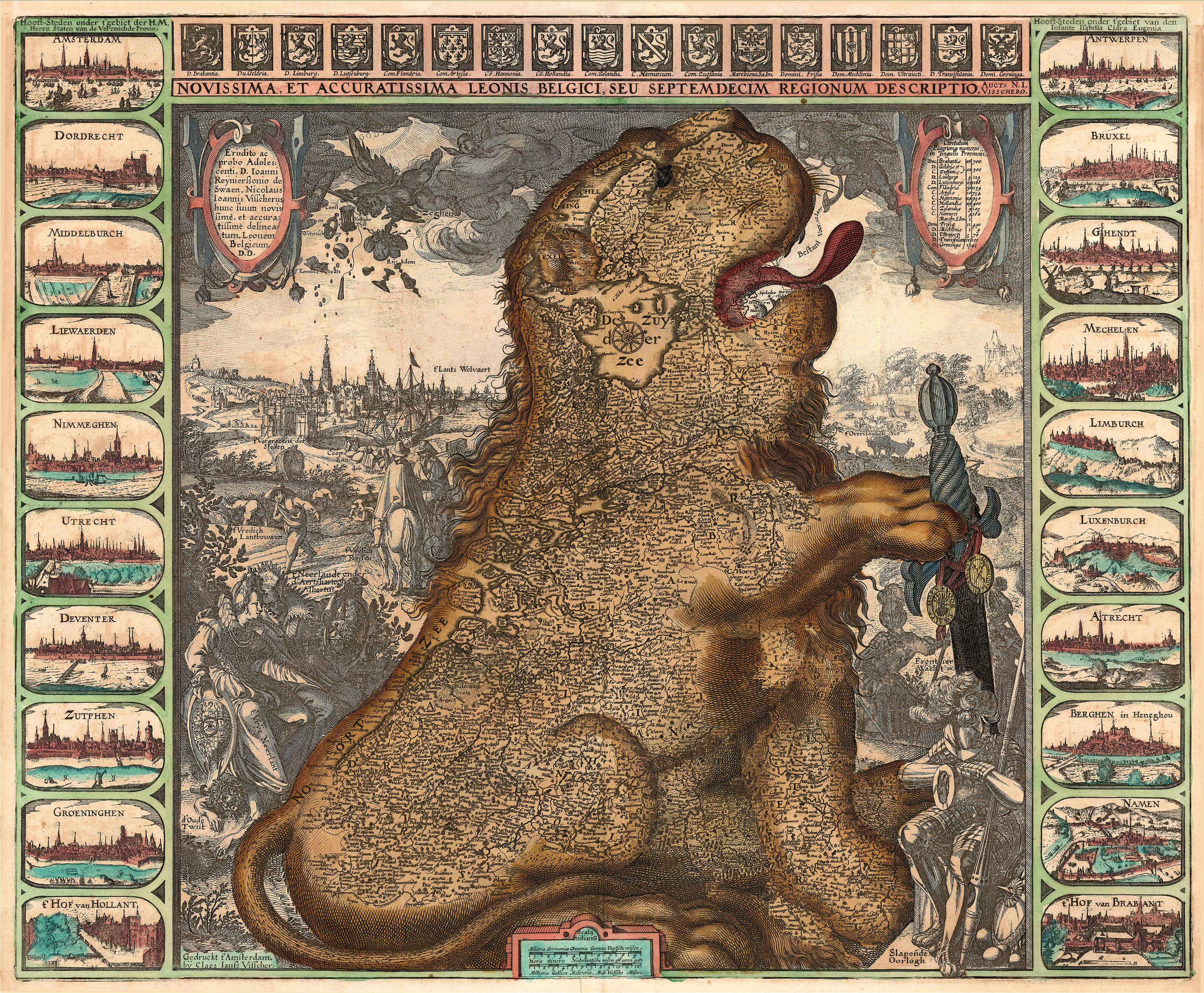
Leo Belgicus de Claes Janszoon Visscher, 1609
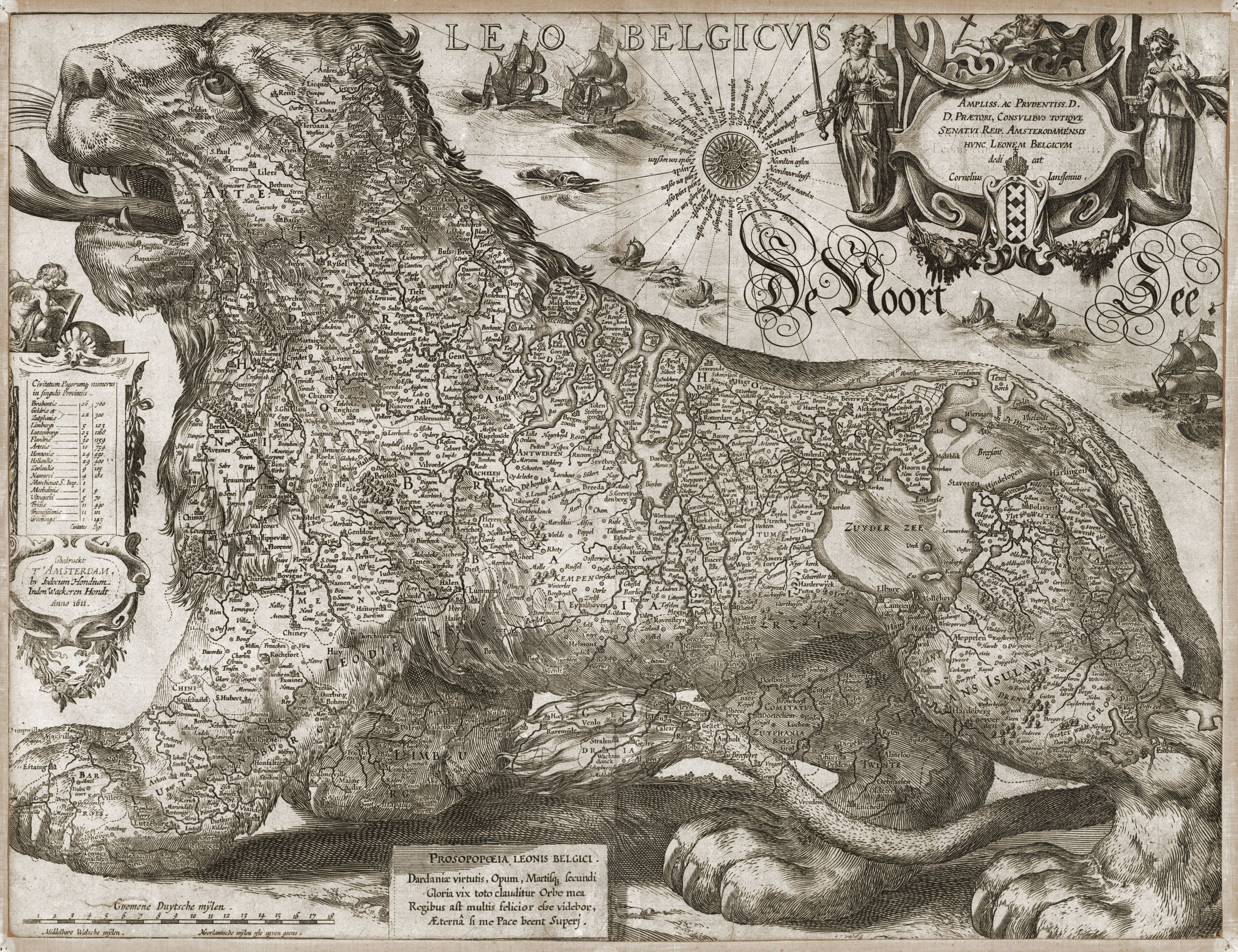
Leo Belgicus de Jodocus Hondius, 1611
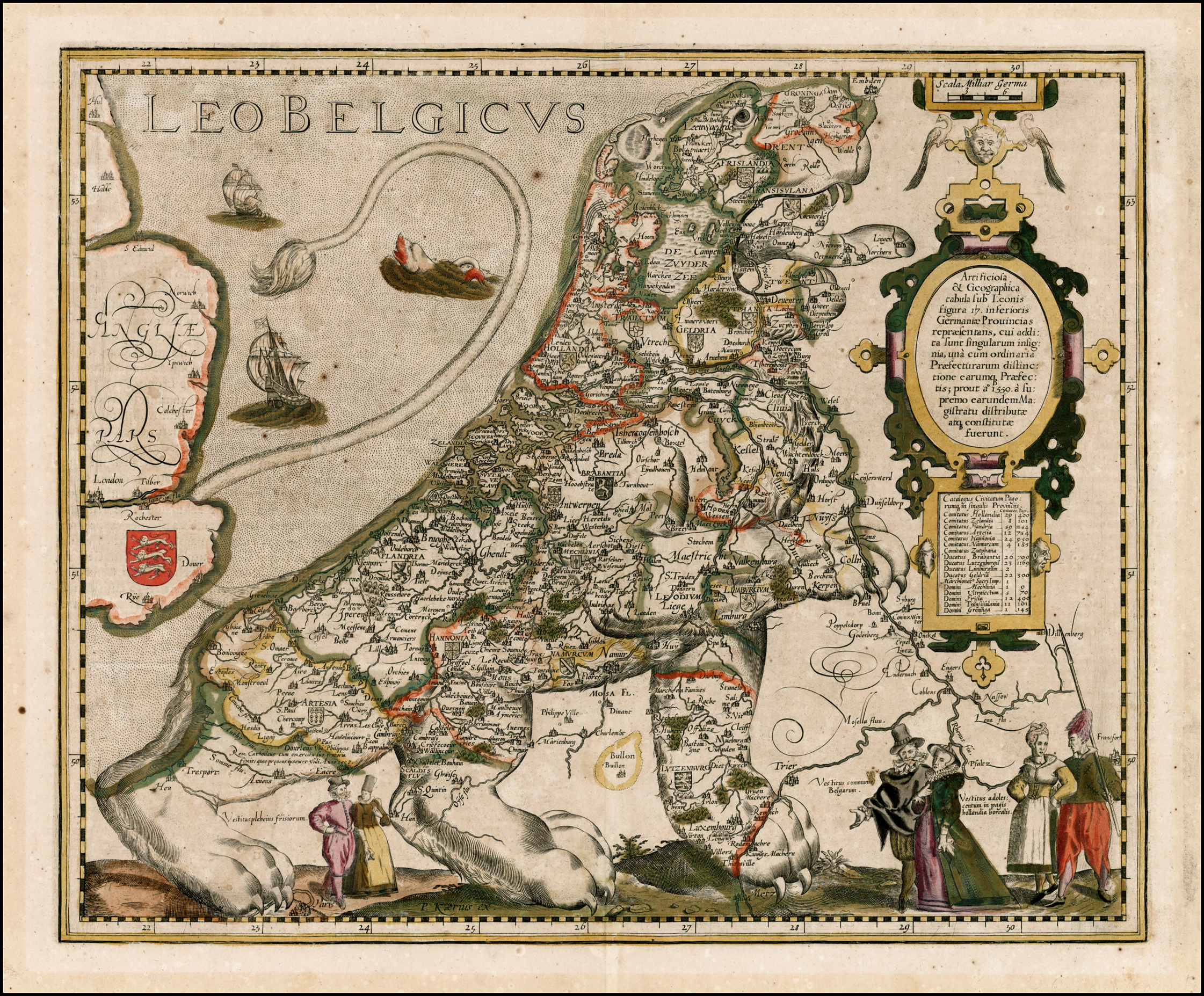
Leo Belgicus de Kaerius (vd Keere), 1617
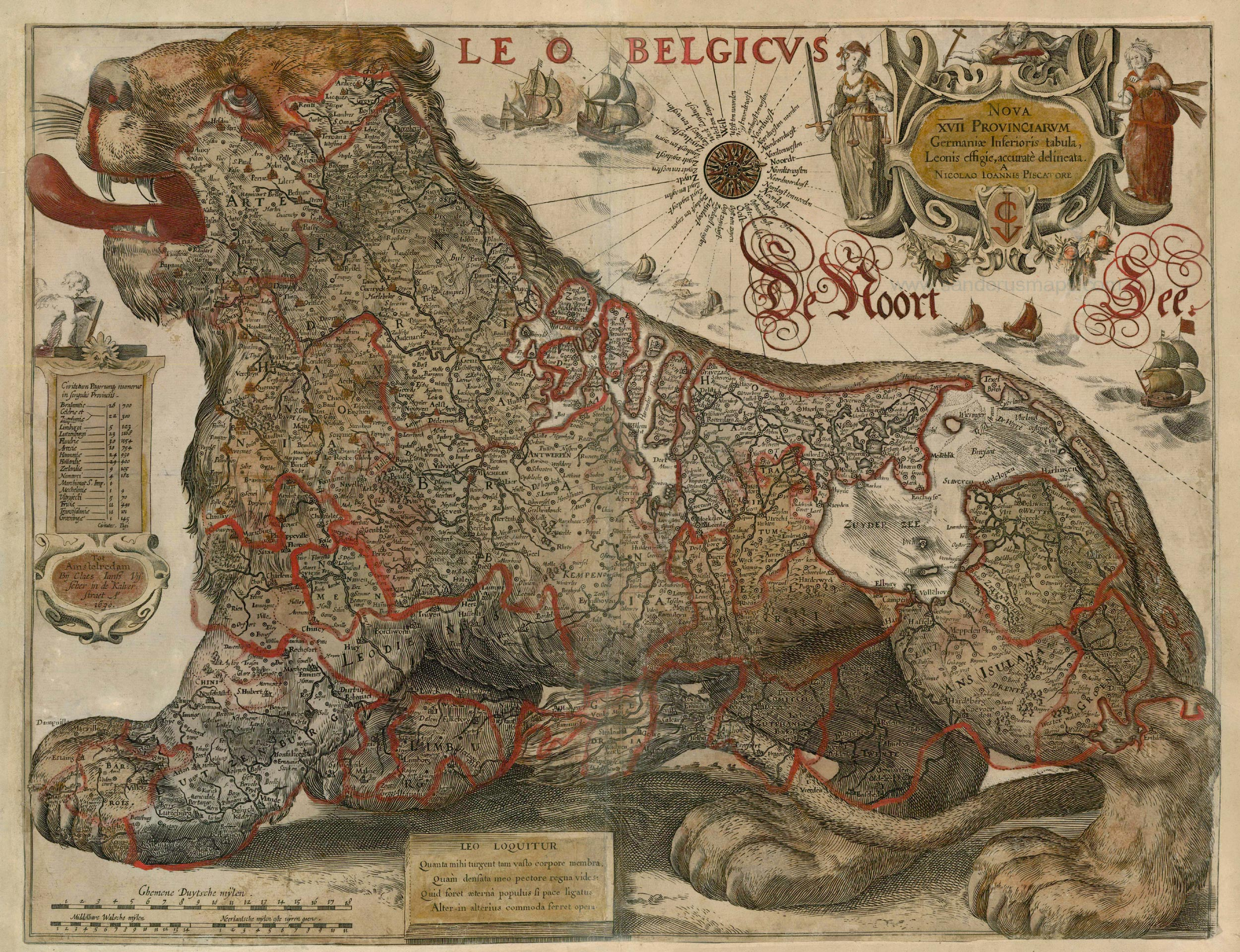
Leo Belgicus de Hondius & Gerritsz, 1630
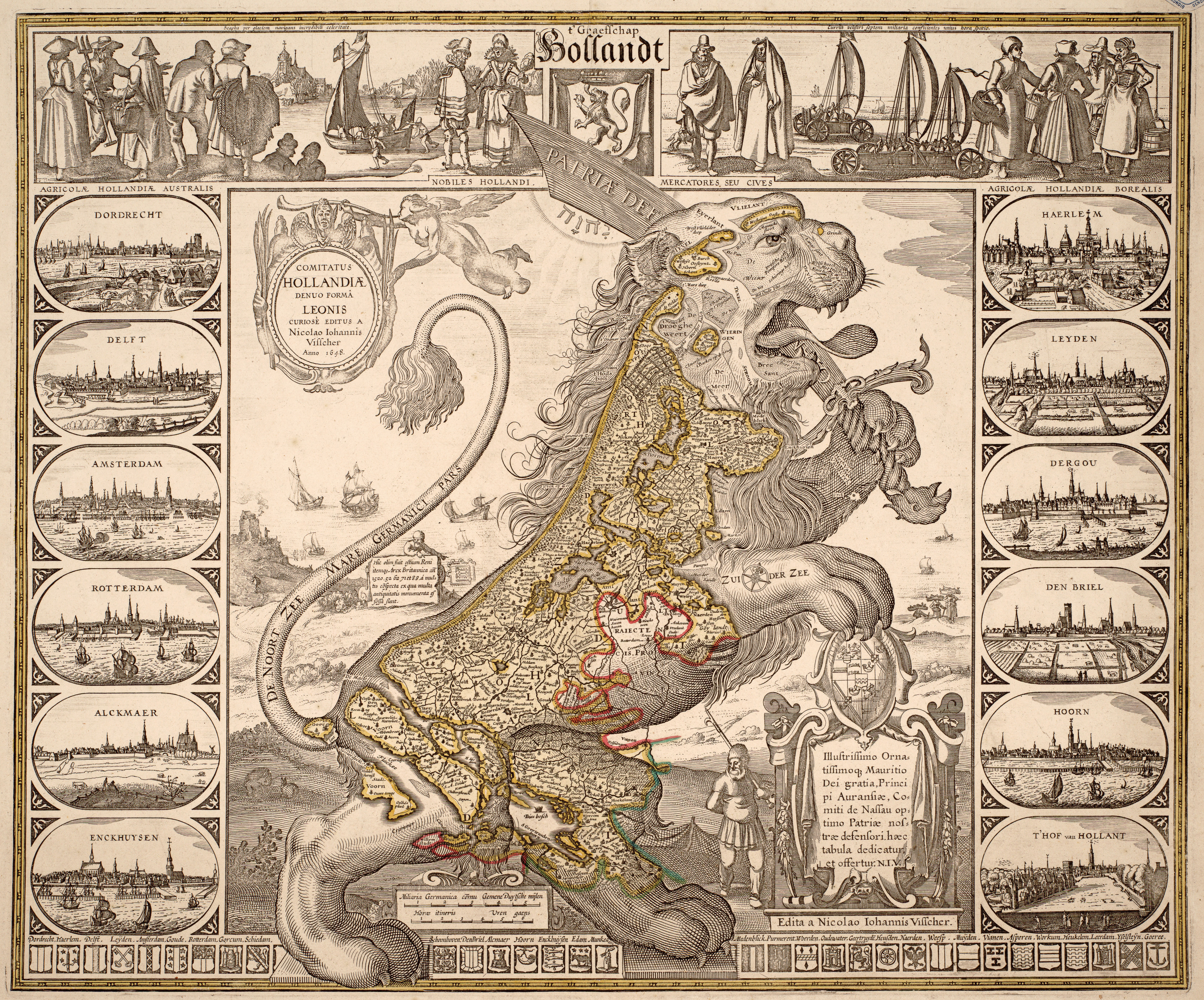
Leonis Hollandiae de Visscher 1648
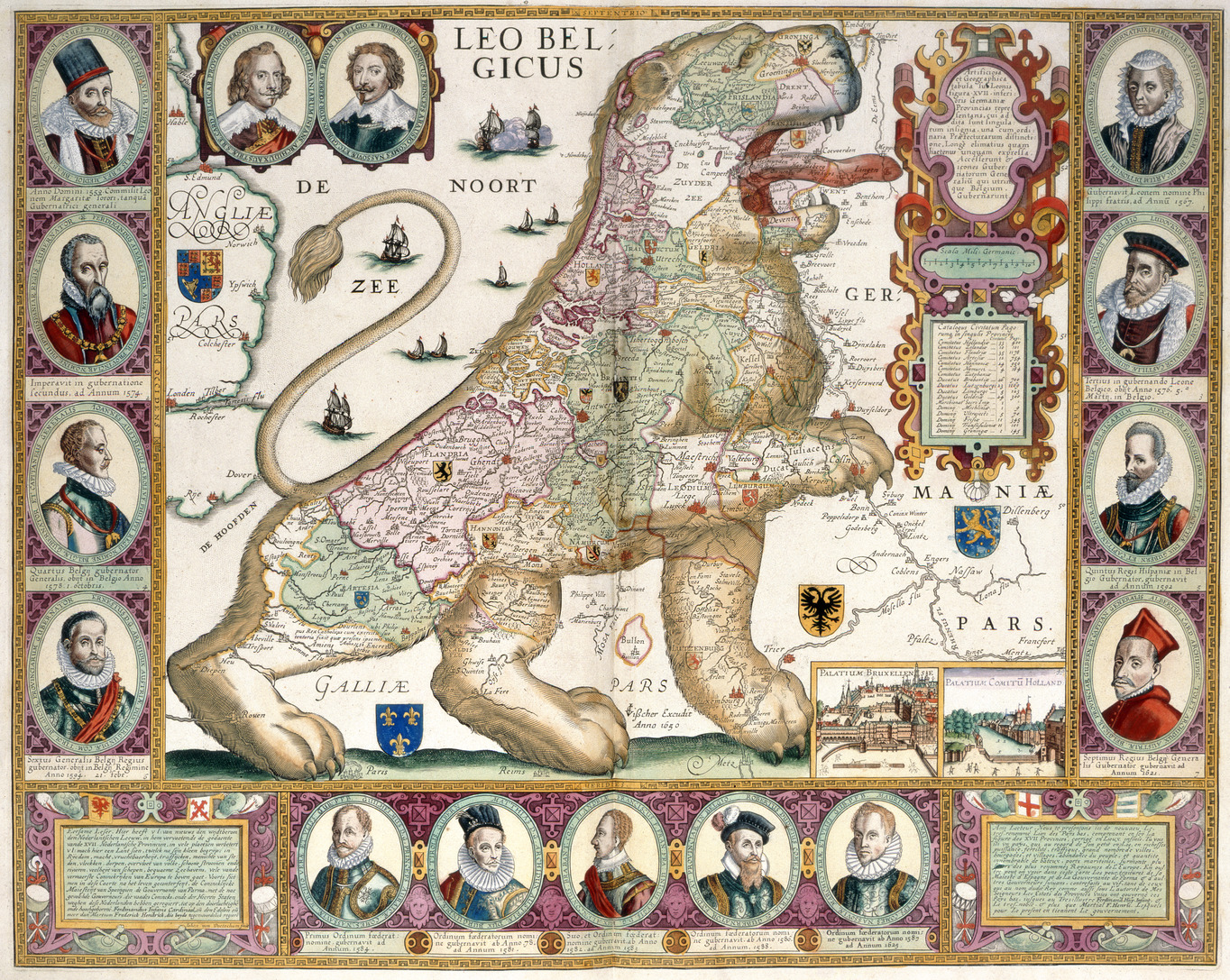
Leo de Visscher, 1650
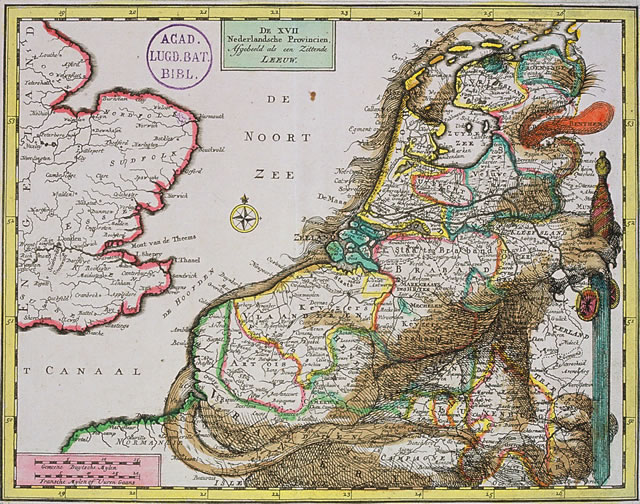
Leo de Schenk 1707
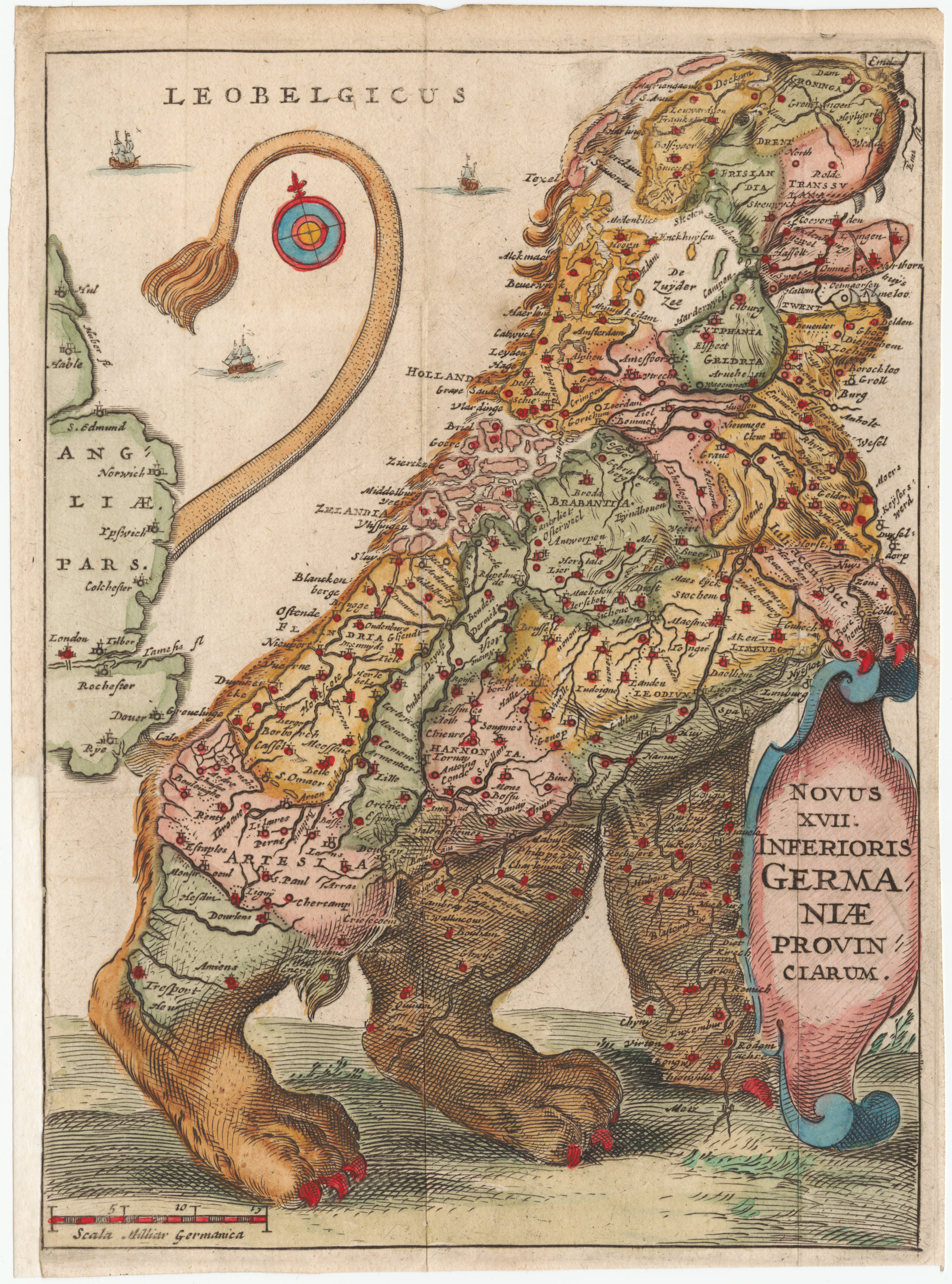
Un mapa de Leo Belgicus de Famiano Strada, 1648